# Vume (Tongu)
Vume é uma cidade distrital que se localiza na região de Volta em Sogakope, do país de Gana.
A arte da cerâmica é predominante nesta cidade regional africana.